# Копальня Есмеральда
Копальня Есмеральда — виробничий майданчик на північному заході Іспанії, що займається видобутком кварцу.
Гірничу ліцензію на видобуток кварцу з родовища Есмеральда видали в 1999 році (за іншими даними, роботи почались вже у 1998 році) компанії Cuarzos Industriales, якою володіла FerroAtlántica зі складу іспанської групи Villar Mir. Остання в 1990-х роках сконцентрувала в своїх руках всю феросплавну галузь Іспанії — заводи в Монсоні, Бу, Сее, Думбрії, а також завод металургійного кремнію в Сабоні. Саме ця галузь є великим споживачем кварцу, що є основою для феросиліцію, феросилікомарганцю та металургійного кремнію. З 2015-го контроль над копальнею перейшов до Ferroglobe, створеної злиттям FerroAtlántica з американською Globe Specialty Metals.
Станом на першу половину 2020-х потужність копальні становить 50 тисяч тонн кварцу на рік. При цьому в 2021, 2022 та 2023 роках фактично видобуто лише 25, 22 та 10 тисяч тонн. Розробка ведеться відкритим способом.
Окрім кварцу металургійної якості, копальня продає наповнювач — породу, що не відповідає вимогам до хімічних специфікацій або розміру часток.